# Munilla
Munilla è un comune spagnolo di 120 abitanti situato nella comunità autonoma di La Rioja.